# 双河镇站
双河镇站，位于中华人民共和国吉林省吉林市永吉县双河镇，是沈吉铁路上的火车站，建于1929年，由沈阳铁路局管辖。

## 車站周邊
- 中国农业银行双河镇分理处

## 歷史
- 建于1929年。

## 外部連結
- 中国铁路客户服务中心（页面存档备份，存于）